# PAMP (společnost)
PAMP SA (akronym z Produits Artistiques Métaux Précieux) je švýcarská společnost, která je nejprestižnějším[zdroj?] zpracovatelem drahých kovů. Tato značka je zejména lídrem na trzích USA, Blízkého východu a Indie. V současnosti ovládá více než jednu polovinu celosvětového trhu se zlatými slitky s hmotností pod 50 gramů. Název v překladu znamená Umělecké produkty z drahých kovů.

## Historie
Společnost byla založena ve švýcarském Ticinu v roce 1977.
Původně společnost razila pouze slitky (známé spíše jako zlaté cihly), které měly hmotnost menší než 100 gramů. Následně rozšířila své služby také na další zpracování drahých kovů a také o testování a zajišťování dodávky svých produktů po celém světě. V současnosti společnost zpracovává a dodává slitky z drahých kovů o velké škále hmotnosti (od 12,5 kg až po 1 gram).
PAMP S.A. vyrábí investiční produkty ražením, a může tak zaručit větší bezpečnost před padělateli i vyšší estetickou hodnotu.
Společnost PAMP poskytuje služby bankám, ale i soukromým a státním mincovnám po celém světě. 

## Akreditace
Společnost je držitelem certifikátu good delivery, který poskytuje londýská burza drahých kovů LBMA, Londýnské platinové a palladiové trhy (LPPM), Dubai Multi Commodity Center (DMCC) a také společnosti JAKO Chicago Exchande Metals (CME) nebo Shanghai Gold Exchange (SGE).
Společnost také získala osvědčení The Responsible Jewellery Council.
PAMP je taktéž pod dohledem Švýcarského úřadu pro dohled nad finančním trhem (FINMA), který zajišťuje dodržování legislativy švýcarského finančnictví.

## Poskytované služby
- Testování – společnost testuje drahé kovy v souladu s "Swiss Precious Metals Control Law" (LCG). Testování postupuje podle pokynů Ústředního úřadu pro kontrolu drahých kovů v Bernu (BRCMP) a funguje nezávisle na společnosti PAMP.
- Zpracování drahých kovů – společnost zpracovává zlato, stříbro a platinu. Využívají k tomu metody jako elektrolýzu, mokrou chemickou chloraci
- Odlévání zlatých slitků
- Distribuce bullion coin[2] (investiční mince z drahých kovů)
- Mincovnictví – společnost razí malé slitky, jejichž počet přesáhl více než polovinu světového trhu. Nejznámější jsou slitky, mince a medaile s Fortunou (římskou bohyní štěstí)
- Polotovary – vyrábí širokou škálu slitin karátového zlata pro výrobu hodinek a šperků
- Finanční služby – své portfolio také doplňuje finančními službami jako jsou opce, forwardy i obchodní služby